# Никола Стошић
Никола Стошић  (Лесковац, 28. фебруар 1994) српски је глумац.

## Биографија
Никола је рођен 28. фебруара 1994 у Лесковцу. 
Живи у Лебану. Завршио је школу глуме у класи Наде Блам. Његова прва велика улога је у филму Врати се Зоне где тумачи улогу  Манулаћa.

## Улоге
| Год.       | Назив                      | Улога            |
| ---------- | -------------------------- | ---------------- |
| 2010.-те   |                            |                  |
| 2016.      | Село гори, а баба се чешља | болничар         |
| 2017.      | Врати се Зоне              | Манулаћ          |
| 2018–2019. | Ургентни центар            | Горан            |
| 2021.      | Швиндлери                  | дебељушкасти     |
| 2022.      | Било једном у Србији       | Мађарски трговац |

## Награде
Међуокружна смотра аматерских позоришта јужне Србије:
- Награда за аутентичну комичну игру Маринка у представи „Млаћеници и Плаћеници“ (2010);
- Награда за најбољу мушку улогу (улогу Војина ) у представи „Породичне приче“ (2011);
- Награда за најбољу мушку улогу (улога Зорана, понекад Марка) у представи „Барбело о, псима и деци“(2013);
- Награда за најбољу  епизодну улогу у представи "Лаки комад"(лик Господина) (2014);
- Награда за најбољег глумца у оквиру  вечерње сцене  на овом фестивалу(2014);
- Награда за водећу улогу у представи „Аутобиографија" у оквиру вечерње сцене на овом фестивалу(2015);
- Специјална награда жирија за најбољег комичара фестивала (за интерпретацију неколико хуморних ликова у представи "Све је у реду") (2018);

Позоришни сусрети гимназијалаца Србије у Крагујевцу:
- Посебна  награда за лик Војина у представи „Породичне Приче“ (2011);

Републички фестивал аматерских позоришта Србије у Кули
- Награда за најуспешније глумачко остварење у представи „Породичне приче"(лик Војина) (2011).

Фестивал „Нове театарске форме" у Смедеревској Паланци:
- Награда за глумачко остварење за лик Зорана у представи „Барбело, о псима и деци“(2013);

Регионални фестивал „Златна кулиса" у Крагујевцу:
- Награда за најбољу епизодну мушку улогу у представи „Аутобиографија"

Обреновачки позоришни сусрети:
- Награда за специјално глумачко остварење за лик (Старог мајора,човека) у представи "Животињска фарма"(2017);

Фестивал „ Даске Хуманости" у Нишу:
- Најбољи споредни глумац фестивала.

Oстaлo:
- Спот са Љупком Стевић
- Спот са Иваном Крунић